# Arquebisbat de Magúncia
L'Arquebisbat de Magúncia —Erzbistum Mainz (alemany)— o Electorat de Magúncia —Kurfürstentum Mainz o Kurmainz, literalment Principat-arquebisbat de Magúncia— fou un influent bisbat i principat eclesiàstic del Sacre Imperi Romanogermànic entre 780-82 i 1802. En la jerarquia de l'Església Catòlica Romana, l'Arquebisbe de Magúncia era el Primas germaniae, el substitut del Papa al nord dels Alps. A banda de Roma, la seu de Magúncia és l'única altra seu referida com a "Santa Seu", encara que aquest ús ha estat bastant menys comú.
L'arquebisbat era un principat eclesiàstic important del Sacre Imperi. Incloïa uns quants trossos no contigus de territori: terres prop de Magúncia a dreta i esquerra del Rin; territoris al llarg del Main damunt de Frankfurt (incloent-hi el districte d'Aschaffenburg); la regió d'Eichsfeld a Baixa Saxònia i Turíngia; i el territori al voltant d'Erfurt a Turíngia. L'arquebisbe era també, tradicionalment, un dels electors de l'imperi, arxicanceller d'Alemanya, i l'oficial que presidia el col·legi electoral imperial, tècnicament des de 1251 i permanentment des de 1263 fins a 1803.

## Història
La seu fou establerta encara durant l'Imperi romà a la ciutat de Magúncia, que va ser una capital provincial romana anomenada Moguntiacum, però les funcions realment van tenir importància amb la seva elevació a arxidiòcesi el 780-782. Els primers bisbes abans del segle IV tenen noms llegendaris, començant amb Crescent (Crescens, suposat sense fonament deixeble de Sant Pau). El primer bisbe verificable de Magúncia fou Martinus el 343. El 743 el bisbe Gerold o Gerald que reunia gran qualitats però es va dedicar més a la guerra que l'apostolat, va morir en una batalla contra els saxons; el va succeir el seu fill Gewilip (Gervili) que es va fer ordenar considerant el càrrec com a part de la seva herència; va acompanyar a Carloman en l'expedició contra els saxons el 744, segons sembla per venjar la mort del seu pare, havent executat amb alevosiaal que l'havia matat (que va acudir a una entrevista demanada pel bisbe). El 745 Sant Bonifaci, metropolità de les terres a l'est del Rin, el va deposar i amb autorització del papa es va instal·lar a Magúncia. La importància eclesiàstica i secular de Magúncia data de fet de l'establiment de Bonifaci de Fulda a la ciutat el 747. Bonifaci va coronar a Pipí el Breu a Soissons el 752. Bonifaci era ja prèviament metropolità però la condició d'arquebisbat per a Magúncia no es va traslladar immediatament a la seu; quan Bonifaci fou enviat a Frísia per fer-se càrrec del bisbat d'Utrecht (753) va designar com a successor a Magúncia al seu coadjutor Lullus (Llul) que va dirigir la seu a partir del 754 o 755; Llul va acabar el monestir de Fulda iniciat per Bonifaci el 746; el 764 va convèncer el rei de desterrat a l'abat de Fulda Esturmó, de la severitat del qual es queixaven els monjos; el 768 va fer una missió diplomàtica amb el rei de Northúmbria per compte de Carlemany que va tenir un palau a Magúncia; va morir a l'abadia d'Hatfeld el 786.
El successor Ricolf va acompanyar al papa Lleó III en la seva tornada a Itàlia (799); va construir l'església de Sant Albà al lloc de la sepultura d'aquest màrtir i va resoldre un conflicte entre els monjos de Fulda i el seu abat Rutger (812). Va morir el 813 i el va succeir el sacerdot local Adolf, Atulf o Haistulf, mort el 826, tenint com a successor a Otger (o Odgar), parent de Ricolf, que va morir el 847.
Sota Rabanus, anomenat Maurus, es va celebrar (847) un concili; aleshores depenien de Magúncia les diòcesis de Verden, Hildesheim, Halberstadt, Paderborn, Wurtzburg, Worms, Espira, Estrasburg, Eichstadt, Augsburg, Constança i Corbie. Carles d'Aquitània fill de Papí I d'Aquitània que havia estat obligat a agafar l'estat eclesiàstic per Carles II el Calb (850), es va retirar a Alemanya on fou acollit per Lluís el Germànic que el va recomanar al clergat de Magúncia (854) i a la mort de Rabanus (856) fou escollit arquebisbe; va celebrar concilis el 857 i 860 i va restaurar l'església de sant Albà afectada per un terratrèmol; aquí fou enterrat el 863. El successor Liutbert va fer de mediador entre Carles el Calb i Lluís el Germànic deixant satisfets a ambdós als que va aconsellar a les reunions de Metz (867 a 868) i Aquisgrà (867); el 872 va derrotar els bois (bohemis) i els moravians (874); el 883 va derrotar una expedició normanda que remuntava el Rin i junt a un comte de nom Enric va derrotar altre cop als normands a Harbaye el 885; va fer dos concilis a Magúncia (860 i 888) i va fundar la col·legiata de Sant Maurici; va ajudar a Carles el Gros quan fou derrotat i abandonat per tots; va morir el 889 i el va succeir el monjo de Fulda Sunderhold, nascut a Magúncia, recomanat de l'emperador Arnulf de Caríntia, que va morir el 891 en combat contra els normands prop de Maestricht. El successor Hattó I va morir en viatge a Roma el 913. Herigar, el successor, fou fidel al rei Conrad I d'Alemanya (França Oriental) i va convocar l'assemblea de prelats d'Altheim per excomunicar als prínceps i senyors revoltats. El 927 fou elegit Hildebert (Hilthibrand), abat de Fulda, que fou arxi-capellà del rei Enric I i va reunir un concili a Erfurt on va coronar al fill d'Enric, Otó, com a successor (936). Mort el 937 el va succeir Frederic, monjo de Fulda, mort el 954.
La ciutat de Magúncia va créixer i era considerable al segle x. Llavors fou designat Guillem, un fill bastard d'Otó I a partir del qual la condició d'arxicanceller de l'imperi va anar lligada a la seu de Magúncia. Hattó II, abat de Fulda, fou elegit el 968 per influència d'Otó I i va assistir al concili de Ravenna on la seu de Magdeburg fou establerta com a metròpoli en perjudici de Magúncia. Va morir el 969 o 970 i el va succeir Rupert d'una família noble de Saxònia i guardasegells de l'emperador Otó I a Itàlia; Otó II el va fer el seu arxicapellà. Va morir el 975 i el va succeir Willigis.
El 1009 l'arquebisbe Willigis anava a consagrar la catedral quan aquesta es va incendiar; va morir el 1011 i el va succeir Erquembald o Arquimbald, abat de Fulda i nadiu de Saxònia, establert per sant Bernat bisbe de Hildesheim. Al concili de Nimega Erquembald va excomunicar al comte Otó d'Hammerstein que en revenja va assolar el territori de l'arquebisbat. Erquembald va morir el 1021 i el va succeir Aribó descendent d'un fill bastard de l'emperador Arnulf de Caríntia i que encara no havia estat ordenat, però era el favorit de l'emperador Enric II del que era secretari; va consagrar a sant Godard com a bisbe de Hildesheim el 1022, però després s'hi va enfrontar per la jurisdicció sobre l'abadia de Gandersheim (una disputa que ja venia d'abans del temps de Willigis); el 1024 va coronar a Magúncia a Conrad II el Sàlic i va morir a Cumes a la Campània, durant un viatge a Roma (1031); va deixar diverses obres escrites; Conrad II va recomanar com successor a Bardó d'Oppertshafen, personatge d'una gran eloqüència que va morir el 1051.
El va succeir Luitpold, prebost de Bamberg i d'una família comtal, i el 1059 Sigfrid I que va governar 25 anys. El successor a la seva mort fou el bisbe Weziló d'Halberstadt, molt addicte a l'emperador; autor de l'heretgia weziliana fou excomunicat pel concili de Quedemburg (1085) però va fer un contraconcili a Magúncia on va declarar deposat al papa Gregori VII proclamant antipapa a Guibert; va morir cismàtic el 1088 i el va succeir Rotard d'una família noble i abat de Sant Pere d'Erfurt; encara que liberal ell mateix, l'avarícia dels seus parents que van promoure un motí contra els jueus, li va fer perdre suport i es va haver de refugiar a Turíngia per escapar a la còlera de l'emperador Enric IV; enemistat amb aquest va presidir el concili de Nordhausen (1105) i va afavorir la revolta del seu fill Enric V al que, en ser derrotat el pare, va consagrar a Magúncia (1106). Mort Rotard l'emperador va nomenar al seu lloc (1109) al seu amic i canceller Adalbert de Saarbrücken a la mort del qual el 1137 el va succeir el seu nebot Adalbert II de Saarbrücken, prebost de Sant Pere de Magúncia, mort el 1141. Va seguir Marculf, prebost de la col·legiata d'Aschaffenburg que va morir al cap d'uns mesos (1142) i llavors Enric I Fèlix, prebost de la catedral i de la col·legiata de Sant Víctor de Magúncia, que fou vicari imperial i tutor d'Enric, el fill de l'emperador, durant el viatge d'aquest a Terra Santa (1147-1149).
Enric fou deposat el 1153 per Arnold de Selenhofen prebost de la col·legiata de Sant Pere que tenia el suport dels canonges enemics de l'arquebisbe el qual va fugir a Saxònia on va morir el setembre del mateix any. La població de Magúncia es va revoltar el 1159 contra l'arquebisbe Arnold que va morir assassinat (1163); els rebels van proclamar arquebisbe a Rodolf de Zähringen; el comte del Palatinat Renà i el landgravi de Hessen pel seu costat van posar a la seu a Cristià I del Buch; però l'emperador va anul·lar ambdues eleccions i va fer elegir a Conrad I de Wittelsbach (1161). Després de l'assassinat d'Arnold pels habitants de Magúncia, aquest fou venjat per Frederic I Barba-roja de manera cruel. El 1165 Conrad es va retirar a Roma al costat del papa Alexandre III la causa del qual defensava i llavors l'emperador va fer elegir (reelegir) a Cristià I del Buch; aquest va morir el 1183 i Conrad I fou restaurat exercint fins a la seva mort el 1200. Felip de Suàbia va donar suport a l'elecció del bisbe de Worms, Luitpold II von Scheinfeld però Innocenci II el va deposar i va nomenar Sigfrid II d'Eppstein el Vell que tenia el suport d'una part del capítol de Bingen; el 1230 el va succeir el seu nebot Sigfrid III d'Eppstein el Jove, que va actuar de regent de Conrad IV d'Alemanya entre 1235 i 1242.
El 1244 la ciutat es va erigir en autònoma (ciutat imperial lliure) havent de ser reconeguda per l'arquebisbe Sigfrid III; aquest va morir el 1249 poc enyorat, i el va succeir Cristià II de Weisenau, prebost de Sant Víctor i Sant Martí, aprovat pel papa contra el candidat del capítol; no volen prendre part a la guerra fou considerat incapaç i obligat a abdicar el 1251 (es va fer cavaller hospitalari el 1253 i pocs mesos després va morir a París). Fou nomenat al seu lloc Gerard I de Daun-Kirberg, subdiaca i canonge de Magúncia, el primer elector en qualitat d'arquebisbe. El 1254 Magúncia fou el centre de la Lliga de ciutats renanes (1254). El 1259 el va succeir Werner II von Eppstein (1260–1284) parent de Sigfrid III. Durant dos anys i tres mesos la seu va estar vacant per la disputa entre dos candidats; l'emperador va enviar al seu confessor com a delegat al Papa Honori IV per decidir, i aquest delegat, Heinrich von Isny conegut com a Knoreder i nadiu d'Isny a Suàbia, va jugar tan hàbilment que va tornar amb el nomenament per a si mateix mentre el candidat protegit de l'emperador rebia la seu de Basilea. Volia reformar el clergat de la seva diòcesi però va morir al cap de dos anys. El papa va designar llavors a Gerard II d'Eppstein que ja havia obtingut els vots de la meitat dels capitulars el 1284 a la mort del seu cosí Werner II.
Va morir el 1305 i el va succeir Pere d'Aspelt (1306–1320) addicte a la casa de Luxemburg a la mort del qual fou elegit per unanimitat Balduí de Luxemburg, arquebisbe de Trèveris, però Joan XXII va nomenar Màties de Buchek (1321–1328) religiós de Murbach i Balduí va renunciar. Màties va morir el 1328 quan preparava en nom del papa una Dieta en contra de l'emperador Lluís de Baviera al que es volia destituir. Valduí fou elegit altre cop però va renunciar i el papa va nomenar Enric III de Virneberg o Wurnemburg (1328–1337) al qual el capítol es va negar a rebre; Enric va apel·lar al papa i la causa es va veure a Avinyó i va durar tres anys i mentre Balduí va administrar l'arquebisbat i va restar en funcions de fet fins a morir el 1336; llavors va governar Enric III que va morir l'any següent i la seu va quedar vacant fins que el va succeir Gerlach de Nassau (1346–1371) net de l'emperador Adolf de Nassau nomenat pel papa Climent VI que no va prendre possessió efectiva fins al 1353, al qual l'emperador va recomanar una reforma del clergat i sembla que va treballar en això durant uns anys (1359-1371). Llavors fou elegit pel Capítol Conó de Falkenstein arquebisbe de Treveris, però va renunciar i fou designat pel papa Joan I de Luxemburg-Ligny (1371–1373) bisbe d'Estrasburg i parent de l'emperador. A la seva mort, probablement enverinat, els Capítol va elegir per unanimitat a Adolf de Nassau però el papa, per consell de l'emperador, va nomenar Lluís de Meissen (1374–1379) bisbe d'Halberstadt. Els dos pretendents es van fer la guerra fins que el primer va triomfar entrant a Magúncia el 1379. Al morir el 1390 el va succeir Conrad II de Weinsberg (1390–1396) canonge de Magúncia, enemic del valdesos i va formar una coalició amb diversos senyors i 15 ciutats imperials contra una banda de malfactors coneguts com els Schlegeler (1395); mort el 1396 fou elegit Joffrid von Leiningen però el papa va nomenar Joan II de Nassau (1396–1419) un fals i intrigant sense cap virtut d'home d'estat. A la seva mort els desordres a la ciutat van obligar el Capítol a traslladar-se al castell d'Erenstein per l'elecció; fou designat Conrad III wildgravi de Dune i ringravi de Stein, que era canonge de Magúncia i prefecte de Rustemberg, estretament unit a l'emperador Segimon que el 1422 el va nomenar vicari de l'imperi per deu anys; va fer un concili provincial a Magúncia (1423), fou enemic dels hussites i va organitzar les queixes del clergat alemany contra Roma que va sotmetre al concili de Basilea. Va morir el 1434 sense haver pogut restablir la pau al territori i el va succeir Dieteric d'Erpach (1434–1459) sota el qual Guttenberg va inventar la impremta a Magúncia el 1440. El 1460 el va succeir Dieteric d'Isenburg al que es va oposar Adolf II de Nassau (o Adolf III) que el 1461 es va imposar per una transacció i va governar fins a 1475; a la mort d'Adolf Dieteric II va tornar al càrrec fins al 1482; al morir el va succeir el seu nominal coadjutor Albert de Saxònia (1482–1484) de 15 anys, mort jove al cap de dos anys.
Bertold d'Henneberg-Römhild (1484–1504), ferm i prudent, treballador i eloqüent, seguit de Jacob de Liebenstein (1504–1508) degà de l'església de Magúncia, elegit contra la seva voluntat; va participar en la Dieta de Constança i va morir quan preparava tropes en ajut de Maximilià (1508). Uriel de Gemmingen (1508–1514) doctor en lleis, guardià de l'església de Worms, degà de Magúncia, prefecte de Mumbach i jutge imperial a Spira el va succeir; va intentar reformes contra la tinença de diverses canongies per una mateixa persona (sense èxit) i fou eficça en el deure però excessivament colèric.
Va seguir Albert de Brandenburg (1514–1545) fill de l'elector Joan el Ciceró, canonge de Magúncia i Trèveris, arquebisbe de Magdeburg i Halberstadt (tot al mateix temps), elegit amb dispensa papal, sent creat cardenal el 1518. Partidari de la casa d'Àustria (Habsburg) es va oposar a les normes de Lleó X sobre l'elecció dels caps de l'imperi (1519) i va afavorir l'elecció de Carles V del que va assistir a la coronació el va acompanyar a la Dieta de Worms; va adherir a la Lliga de Suàbia el 1522 i va assistir a les dietes de Nuremberg i de Colònia, ajudant a fer elegir a Ferran com a emperador (1531) i després el va reconciliar amb el duc de Saxònia (1534). Va tenir correspondència amb Luter, però va restar fidel a l'església catòlica; va dictar el decret de suport a l'església catòlica de la dieta de Spira (1529) en contra del qual van protestar els luterans; es va destacar a la dieta d'Augsburg de 1530 i a la conferència de Nuremberg on es va decidir convocar un concili general per 1532. Va participar en la Lliga Catòlica o Santa Lliga (1538) i va morir a punt de traslladar-se al concili de Trento (1545).
Sebastian von Heusenstamm (1545–1555) i Daniel Brendel von Homburg 1555–1582, van mantenir la religió catòlica; va seguir Wolfgang von Dalberg (582–1601) vicari general de Daniel i prebost d'Espira. El 1601 fou elegit Johann Adam von Bicken nebot de Daniel, canonge de Magúncia, mort al cap de dos anys i mig; Johann Schweikhard von Kronberg (1604–1626) fou molt estimat; el va succeir a la seva mort Georg Friedrich von Greiffenklau educat a Roma (1626–1629), canonge i prebost de diverses esglésies i bisbe electe de Worms (1616) que va assistir a la dieta de Mulhausen de 1627 i va ser encarregat per l'emperador de fer complir l'edicte de restitució (que retornava les propietat eclesiàstiques als catòlics) però va morir abans de complir l'encàrrec.
Anselm Casimir Wambold von Umstadt (1629–1647) va morir a Frankfurt el 1647 i el va succeir Johann Philipp von Schönborn (1647–1673) i a aquest el seu coadjutor Lothar Friedrich von Metternich-Burscheid (1673–1675). El 1675 fou escollit Damian Hartard von der Leyen-Hohengeroldseck germà de l'arquebisbe de Trèveris, que només fou arquebisbe tres anys i mig (1675–1678) que va acabar l'obra del palau electoral començades pel seu antecessor.
Karl Heinrich von Metternich-Winneburg era canonge de Magúncia i bisbe de Worms quan fou elegit el 1679 però va morir al cap d'uns mesos i el va seguir Anselm Franz von Ingelheim (1679–1695) i a aquest Lothar Franz von Schönborn (1695–1729). Va venir després Franz Ludwig von Pfalz-Neuburg (1729–32) fill de l'elector palatí, que va renunciar a l'arquebisbat de Trèveris per anar a Magúncia on va governar tres anys. Philipp Karl von Eltz-Kempenich (1732–43) fou protector de les arts i les ciències. Johann Friedrich Karl von Ostein (1743–63) fou escollit cuita corrent quan els francesos i bavaresos d'una part, i els austríacs d'altra, s'acostaven a Magúncia amb intenció de nomenar un arquebisbe favorable. Fou partidari dels austríacs i es va enemistar amb l'emperador; el seu electorat fou devastat pels enemics i encara van seguir més desastres durant la guerra entre Prússia i Hongria de 1757-1763. Va votar com a emperador a Francesc Esteve de Lorena al que va consagrar a Frankfurt el 1745. A la seva mort fou elegit Emmerich Joseph von Breidbach zu Bürresheim de la casa dels barons de Breidbach (1763–74) i després, a la seva mort inesperada, va seguir Friedrich Karl Joseph von Erthal (1774–1802), també bisbe de Worms, que fou ordenat per un sufragani. El 21 d'octubre de 1792 el general francès Custine va ocupar Magúncia després de 4 dies de setge i sota la seva influència els liberals van proclamar el 1793 la república de Magúncia o república Renana (18 de març – 23 de juliol de 1793) que va demanar l'annexió a França. La ciutat de Magúncia fou ocupada pels prussians el 13 de juliol i la guarnició va poder sortir amb armes i banderes; els béns dels liberals locals foren confiscats. Un contraatac francès fou rebutjat pels austríacs el 1794, però el 1797 els francesos la van ocupar altre cop que la conservar al Tractat de Luneville (1801) sent declarada capital del departament de Mont Tonnerre fortmat el 1798. El departament no incloïa tot el territori de l'arquebisbat; Karl Theodor von Dalberg fou el darrer arquebisbe (1802–1803)
El 1803, Magúncia perdia el seu caràcter arquebisbal. En les secularitzacions que acompanyaven el Reichsdeputationshauptschluss de 1803, el seient de l'elector de Magúncia, Karl Theodor Von Dalberg, fou traslladat a Regensburg (Ratisbona), i l'electorat (que ja havia perdut els territoris al marge esquerre del Rin en favor de França) perdia els territoris a la dreta i a la conca del Main sota Frankfurt a favor del landgraviat de Hessen-Darmstadt i el ducat de Nassau i Eichsfeld i Erfurt a favor de Prússia. Dalberg va conservar l'àrea Aschaffenburg com a Principat d'Aschaffenburg (dit de Frankfurt el 1806). El 1810 Dalberg fusionava Aschaffenburg, Frankfurt, Wetzlar, Hanau, i Fulda, per formar el Gran Ducat de Frankfurt. Dalberg va abdicar el 1813 i el 1815 el Congrés de Viena va dividir els seus territoris entre el Regne de Baviera, l'Electorat de Hessen-Kassel (o Hessen-Cassel), el Gran Ducat de Hessen i la ciutat lliure de Frankfurt. Dalberg s'extingí el 1817.
La moderna diòcesi catòlica romana de Magúncia fou fundada el 1802, dins del territori de França i el 1814 la seva jurisdicció s'estenia sobre el territori de Hessen-Darmstadt. Des de llavors ha tingut dos cardenals i mitjançant diversos concordats se li va permetre retenir la tradició medieval del capítol catedralici que elegeix el bisbe successor.

## Episcopologi
Bisbes de Moguntiacum, 80–745
- Crescent vers 80–103
- Marinus vers 103–109
- Sant Crescenci vers 109–127
- Ciriac vers 127–141
- Hilari vers 141–161
- Martí I vers 161–175
- Cels vers 175–197
- Luci vers 197–207
- Gotard vers 207–222
- Sofró vers 222–230
- Heriger I vers 230–234
- Ruter vers 234–254
- Avit vers 254–276
- Ignaci vers 276–289
- Dionís vers 289–309
- Ruprecht I vers 309–321
- Adalard vers 325
- Luci Anneu vers 335
- Martí II vers 340-368
- Sidoni I vers 368 – 386
- Segimon vers 386 – 392
- Teonist o Taumast[4]
- Lupold vers 392 – vers 409
- Nicetes vers 409 – vers 417
- Marià vers 417 – vers 427
- Aureu vers 427 – vers 443
- Eutropi vers 443 – vers 467
- Adalbald
- Nather
- Adalbert (I)
- Lantfred
- Sidoni II ? – vers 589
- Sigbert I vers 589–610
- Ludegast vers 610–615
- Rudwald vers 615
- Lubald vers 625
- Sigbert II
- Gerold ?–743
- Gewilip vers 743 – vers 745

Arquebisbes de Magúncia 745–1251
- Bonifaci de Fulda 745–754[5]
- Llull 754–786 (primer arquebisbe efectiu de Magúncia)
- Riocolf 787–813
- Adolf 813–826
- Odgar 826–847
- Rabanus Maurus 848–856
- Carles 856–863
- Liutbert 863–889
- Sunderhold 889–891
- Hattó I 891–913
- Herigar 913–927
- Hildebert 927-937
- Frederic 937–954
- Guillem 954–968
- Hattó II 968–970
- Rupert 970–975
- Willigis 975–1011
- Erquembald o Arquimbald 1011–1021
- Aribo 1021–1031
- Bardó 1031–1051
- Luitpold 1051–1059
- Sigfrid I 1060–1084
- Weziló 1084–1088
- Rudhart 1088–1109
- Adalbert I de Saarbrücken 1111–1137
- Adalbert II de Saarbrücken 1138–1141
- Markholf 1141–1142
- Enric I 1142–1153
- Arnold de Selenhofen 1153–1160
- Cristià I 1160–1161 
  - Rodolf de Zähringen 1160–1161
- Conrad de Wittelsbach 1161–1165
- Cristià I 1165–1183
- Conrad I de Wittelsbach (restaurat) 1183–1200
- Luitpold de Scheinfeld 1200–1208
- Sigfrid II d'Eppstein 1200–1230 (rival fins al 1208)
- Sigfrid III d'Eppstein 1230–1249
- Cristià III de Weisenau 1249–1251

Arquebisbes-electors de Magúncia 1251–1803
- Gerard I de Daun-Kirberg 1251–1259
- Werner II d'Eppstein 1260–1284
- Enric II d'Isny 1286–1288
- Gerard II d'Eppstein 1286–1305
- Pere d'Aspelt 1306–1320
- Màties de Buchek 1321–1328
- Enric III de Virneberg 1328–1337
  - Balduí de Luxemburg 1328–1336, administrador
- Gerlach de Nassau 1346–1371
- Joan I de Luxemburg-Ligny 1371–1373
- Lluís de Meissen 1374–1379
- Adolf I de Nassau 1379–1390
- Conrad II de Weinsberg 1390–1396
- Joan II de Nassau 1396–1419
  - Joffrid von Leiningen 1396–1397 (opositor)
- Conrad III Wildgravi de Dune i Ringravi de Stein 1419–1434
- Dieteric d'Erbach 1434–1459
- Dieteric d'Isenburg 1460–1461
- Adolf II de Nassau (o Adolf III) 1461–1475
- Dieteric d'Isenburg 1476–1482
- Albert de Saxònia 1482–1484
- Bertold d'Henneberg-Römhild 1484–1504
- Jacob de Liebenstein 1504–1508
- Uriel de Gemmingen 1508–1514
- Albert de Brandenburg 1514–1545
- Sebastià d'Heusenstamm 1545–1555
- Daniel Brendel d'Homburg 1555–1582
- Wolfgang von Dalberg 1582–1601
- Johann Adam von Bicken 1601–1604
- Johann Schweikhard von Kronberg 1604–1626
- Georg Friedrich von Greiffenklau 1626–1629
- Anselm Casimir Wambold von Umstadt 1629–1647
- Johann Philipp von Schönborn 1647–1673
- Lothar Friedrich von Metternich-Burscheid 1673–1675
- Damian Hartard von der Leyen-Hohengeroldseck 1675–1678
- Karl Heinrich von Metternich-Winneburg 1679
- Anselm Franz von Ingelheim 1679–1695
- Lothar Franz von Schönborn 1695–1729
- Franz Ludwig von Pfalz-Neuburg 1729–1732
- Philipp Karl von Eltz-Kempenich 1732–1743
- Johann Friedrich Karl von Ostein 1743–1763
- Emmerich Joseph von Breidbach zu Bürresheim 1763–1774
- Friedrich Karl Joseph von Erthal 1774–1802
- Karl Theodor von Dalberg 1802–1803